# Raúl Enríquez
Raúl Enríquez Arambula (Armería, 20 maggio 1985) è un ex calciatore messicano, di ruolo attaccante.